# Кумора
Кумо́ра — посёлок в Северо-Байкальском районе Бурятии. Образует сельское поселение «Куморское эвенкийское».

## География
Расположен на южном берегу протоки Харчевки реки Котеры (левый приток Верхней Ангары), в 3 км к северу от озера Иркана. Соединён 70-километровой грунтовой автодорогой с Новым Уояном, находящимся к северо-востоку.

## Население
| 2002 | 2010 | 2011 | 2012 | 2013 | 2014 | 2015 |
| ---- | ---- | ---- | ---- | ---- | ---- | ---- |
| 738  | ↘565 | ↘559 | ↘536 | ↘520 | ↘486 | ↘471 |
| 2016 | 2017 | 2018 | 2019 | 2020 | 2021 | 2023 |
| ↘462 | ↘460 | ↘454 | ↘452 | ↘441 | ↘413 | ↘397 |
| 2024 |      |      |      |      |      |      |
| ↘391 |      |      |      |      |      |      |

## Инфраструктура
Средняя общеобразовательная школа, детский сад, культурно-досуговый центр, фельдшерско-акушерский пункт.
В посёлке отсутствует участковый пункт полиции. Ближайшее отделение полиции находится в посёлке Новый Уоян.
Сотовая связь в посёлке появилась в 2013 году (оператор Теле2).

## Экономика
На территории посёлка находилась конеферма, строились отели. В 2012 году построенный гостиничный комплекс сгорел, конеферма закрыта.